# 謝爾巴基 (扎波罗热州)
47°33′4″N 35°34′43″E / 47.55111°N 35.57861°E
謝爾巴基（烏克蘭語：Щербаки）是位於烏克蘭東南部的村莊，由扎波羅熱州波洛希區的奧里希夫市鎮負責管轄。該村始建於1973年，面積1.58平方公里，海拔高度89米，2001年人口96，人口密度每平方公里60.8人。